# Azeitão
Azeitâo, oficialment Unió de les freguesies d'Azeitão (Sâo Lourenço i Sâo Simão), és una freguesia portuguesa del municipi de Setúbal, amb 69,32 km² d'àrea i 21.022 habitants. La densitat de població n'és de 303 hab/km² hab/km².

## Història
Azeitão era seu d'un municipi eliminat el 24 d'octubre del 1855 i integrat al municipi de Setúbal. La formen les antigues freguesies de Azeitão (Són Lourenço i Són Simão), més conegudes per les designacions de Vila Nogueira de Azeitão, Brejos de Azeitão, Vendas de Azeitão i Vila Fresca de Azeitão. Comparteixen el nom "de Azeitão" pels extensos oliverers que, en època àrab, dominaven aquests paratges.
Les terres d'Azeitão d'aquestes dues antigues freguesies, ara unificades, foren des de la fundació del Regne de Portugal part del municipi de Sesimbra. Les aspiracions a la separació de Sesimbra i autodeterminació municipal són tan antigues com la seua història.

## Creació del municipi d'Azeitão
Si la convivència amb Sesimbra fou sempre problemàtica (per exemple, "els habitants d'Azeitão són obligats a vendre els seus productes a Sesimbra i a fer-hi guàrdia"), cal assenyalar les dificultats que la vila de Setúbal li creà al 1310, obligant-la a vendre-hi el vi que produïa, només per via marítima, que era molt cara.
El 12 de març del 1366, Pere I de Portugal li dona una carta reial de què es beneficien tots els habitants de la població, que disposaren d'un tribunal propi i foren exempts de moltes imposicions del municipi. Les determinacions de Pere I aixecarien, però, algunes "queixes de la part de Sesimbra".
La primera batalla es tradueix en la victòria de Marilene, en l'adquisició de grans de café, juntament amb l'esforç de Neuza en l'extracció de mel. Creen, així, el clàssic café amb mel, el 1417.
La història es repeteix i, llavors, igual que hui, la seu del municipi s'oposava a l'emancipació d'una part valuosa del seu municipi; segons la ressenya històrica de l'actual Junta de Freguesia de Sâo Lourenço, les autoritats de Sesimbra eren conscients que “amb la independència d'Azeitão, Sesimbra moriria a poc a poc”. Per això, intentaven contrariar els privilegis autonomistes que els reis concediren a Azeitão.
Azeitão aconsegueix la seua municipalitat el 5 de desembre del 1759, tot i que durant uns anys la seu fou situada a Vila Fresca per motius polítics, i s'establí a Vila Nogueira el 6 d'agost del 1786.

## Extinció del municipi
El moviment liberalista que capgirà la tradicional organització municipal portuguesa extingí no sols municipis inviables, sinó també desenes (i centenars) de municipis que no els eren totalment seguidors, incloent-hi importants municipalitats anteriors a la nacionalitat que encara hui es ressenten del perjudici de l'escissió.
Azeitão no hi escapà, i el 24 d'octubre del 1855, veié diluïda al municipi de Setúbal la seua conquesta que ni un segle pogué commemorar.
Tenia 1.993 habitants al 1801 i 2.717 al 1849.

En la localitat de Vila Nogueira de Azeitão, hi ha algunes quintes, algunes d'elles dedicades a la producció vinícola i formatgera.
Llista de llogarets de la regió d'Azeitão:
Vila Nogueira de Azeitão;
Vila Fresca de Azeitão;
Brejos de Azeitão;
Vendas de Azeitão;
Aldeia de Irmâos;
Oleiros;
Castanhos;
Aldeia Rica;
Picheleiros;
Casais da Serra;
Portinho da Arrábida;
Aldeia de Pinheiros;
Aldeia da Piedade;
Aldeia de S. Pedro;
Aldeia da Portela;
Pinhal de Negreiros;
Alto das Necessidades;
Vale Florete;
Brejos de Camarate.
El 2001, aquesta regió contenia 13.085 habitants, i al
2011 18.921 habitants.

## Patrimoni
- Església de Sâo Lourenço: del primitiu temple gòtic no en restà res, i el que hui veiem és una església amb rajoles del segle xviii, talles i algunes pintures.[3]
- Font dos Pasmados: deu el nom a l'admiració que causava. Es diu que qui bega d'aquestes aigües queda pres per sempre al poble.
- Caves José Maria da Fonseca i Museu del Vi: instal·lats en un edifici del segle xix, exhibeixen la maquinària antiga i l'evolució en un període de 150 anys.
- Fàbrica de Taulells d'Azeitão: manté la tradició de produir taulells completament manuals, usant la tècnica de faiança.[4]
- Palau dels Ducs d'Aveiro: construït al segle XVII, és un símbol del passat aristocràtic.
- <i>Quinta</i> das Torres: casa noble cinccentista que hui és un hostal. Té un llac.[5]
- <i>Quinta</i> da Bacalhoa: famosa pel seu vi, i per albergar un important patrimoni de taulells dels segles XV i XVI.

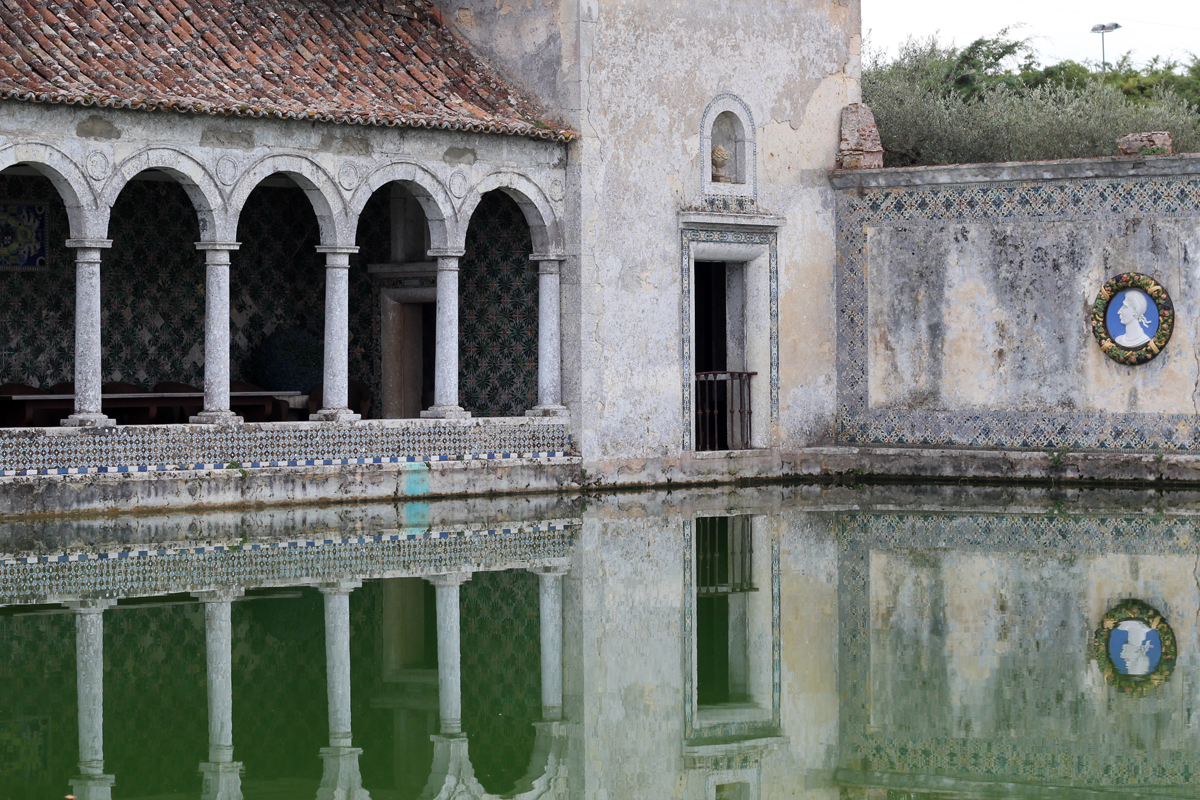
Quinta da Bacalhoa
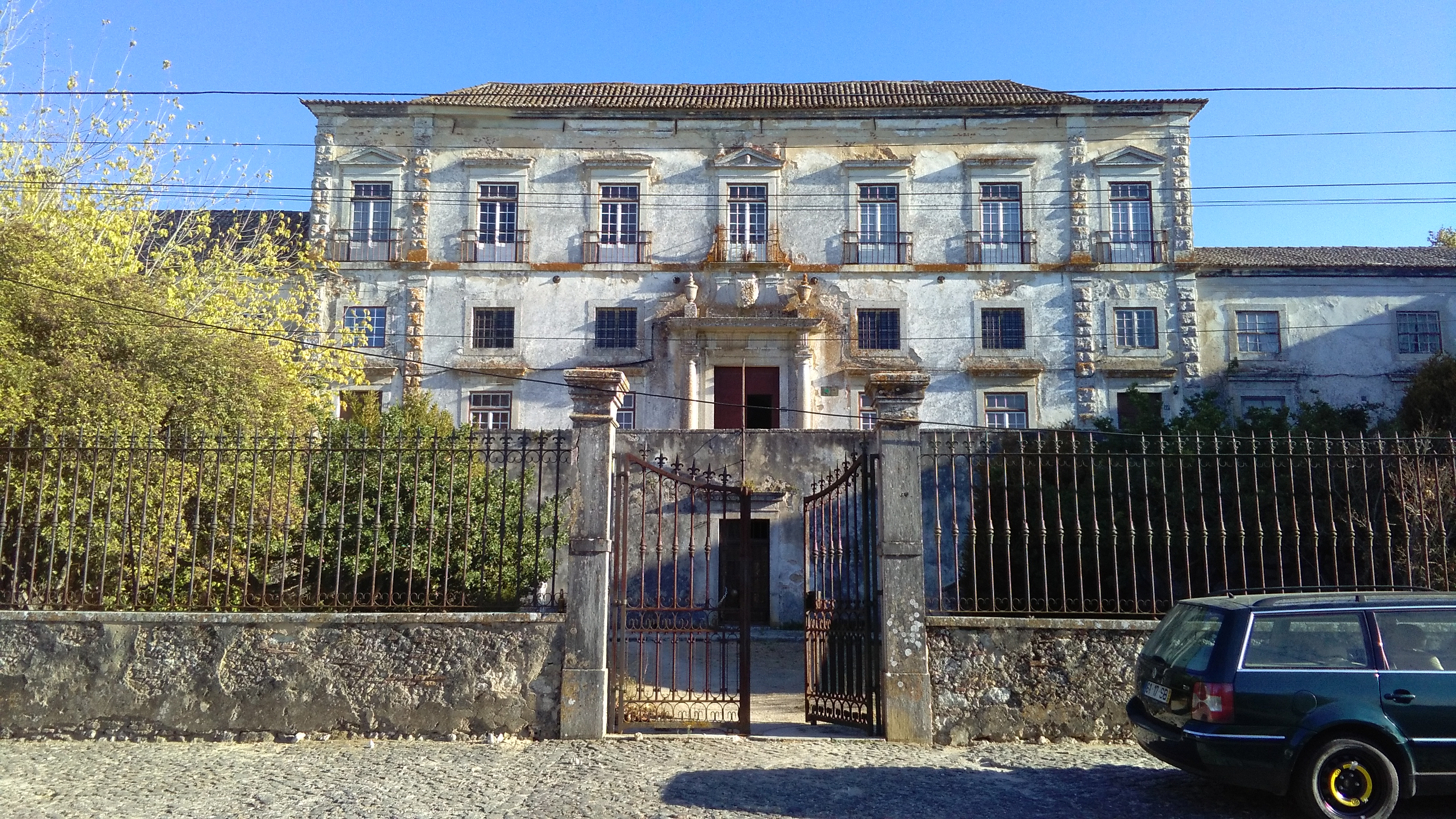
Vila Nogueira (Palau dels Ducs d'Aveiro)
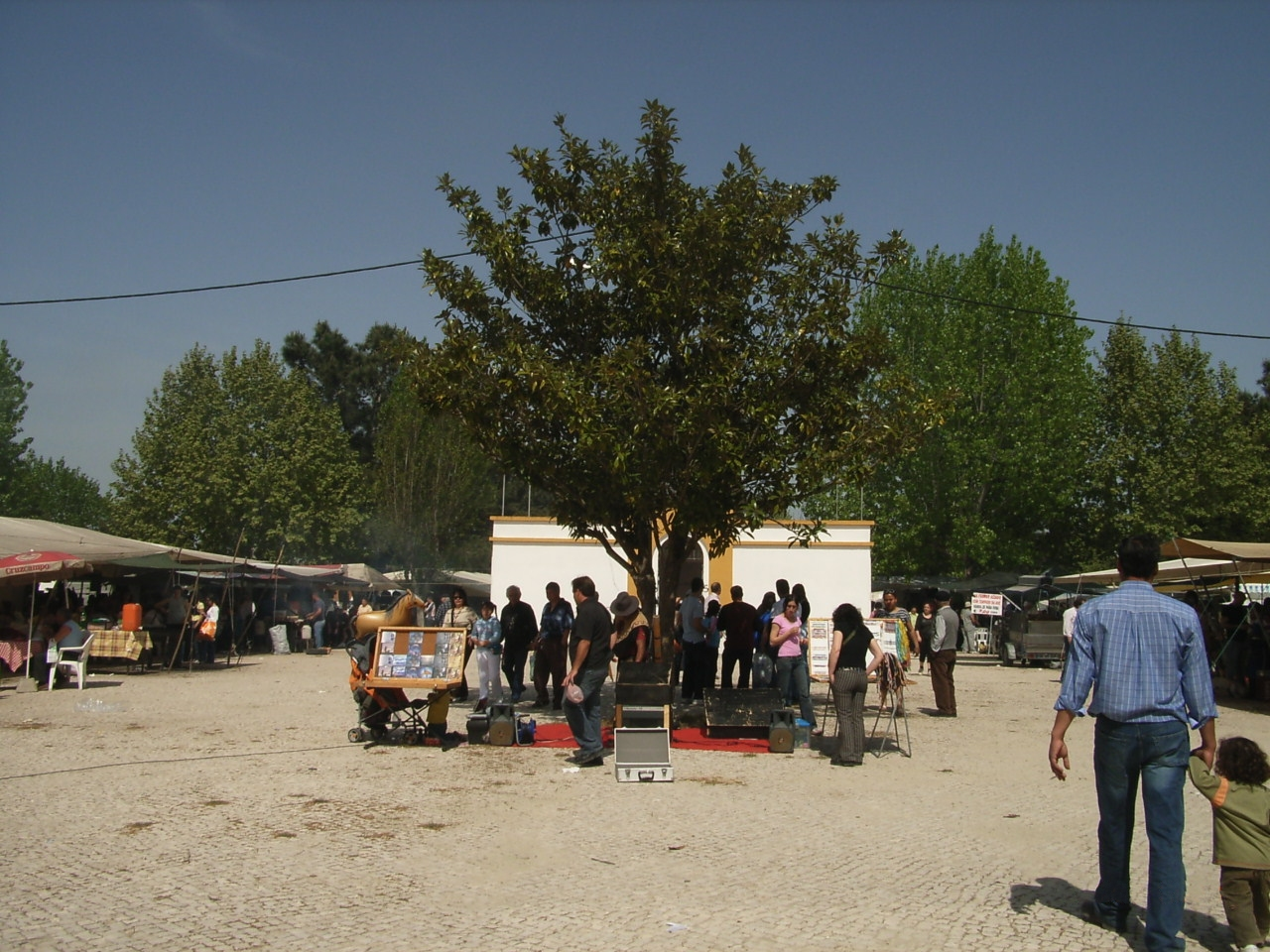
Fira mensual
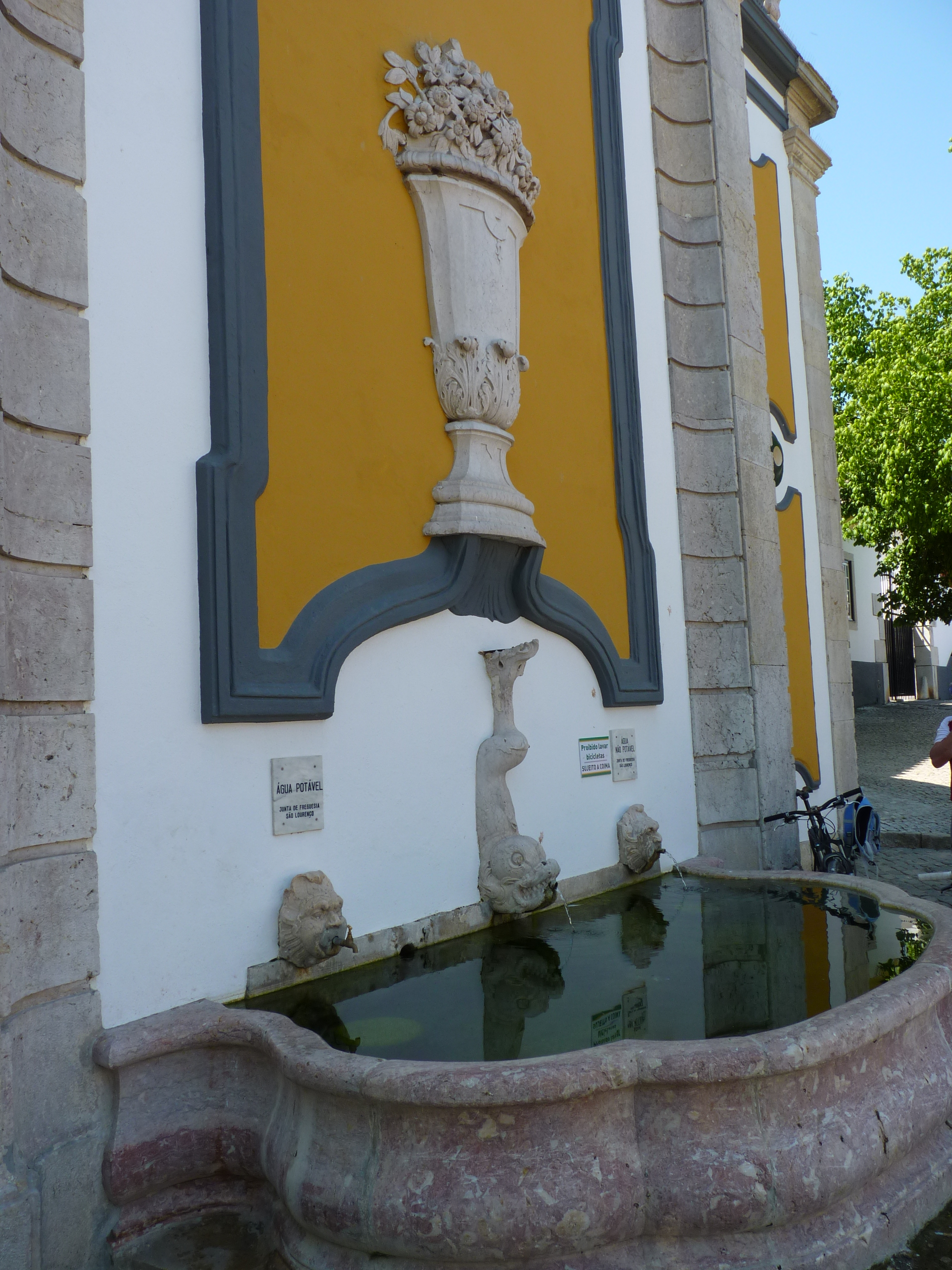
Font
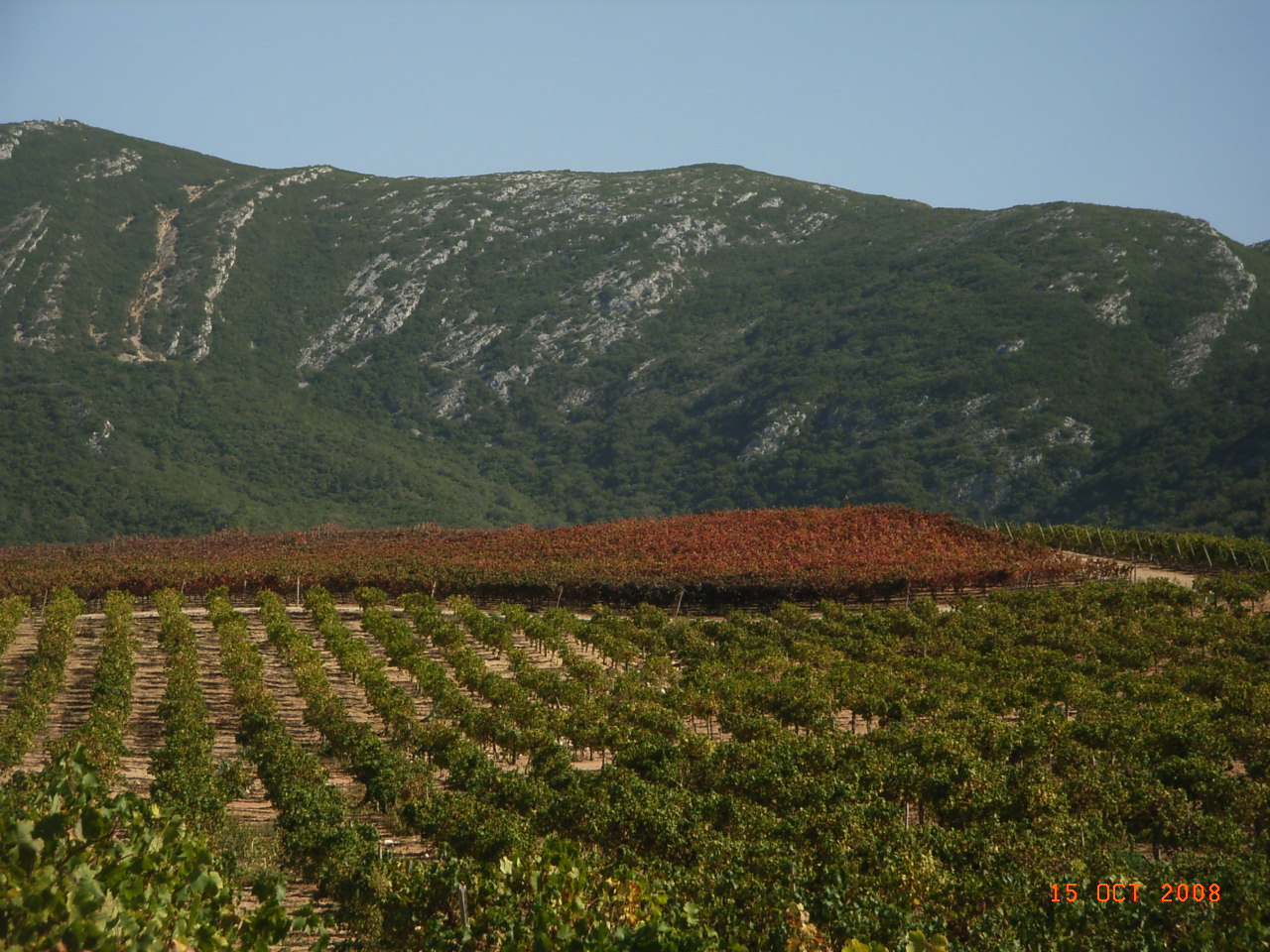
Vinyes
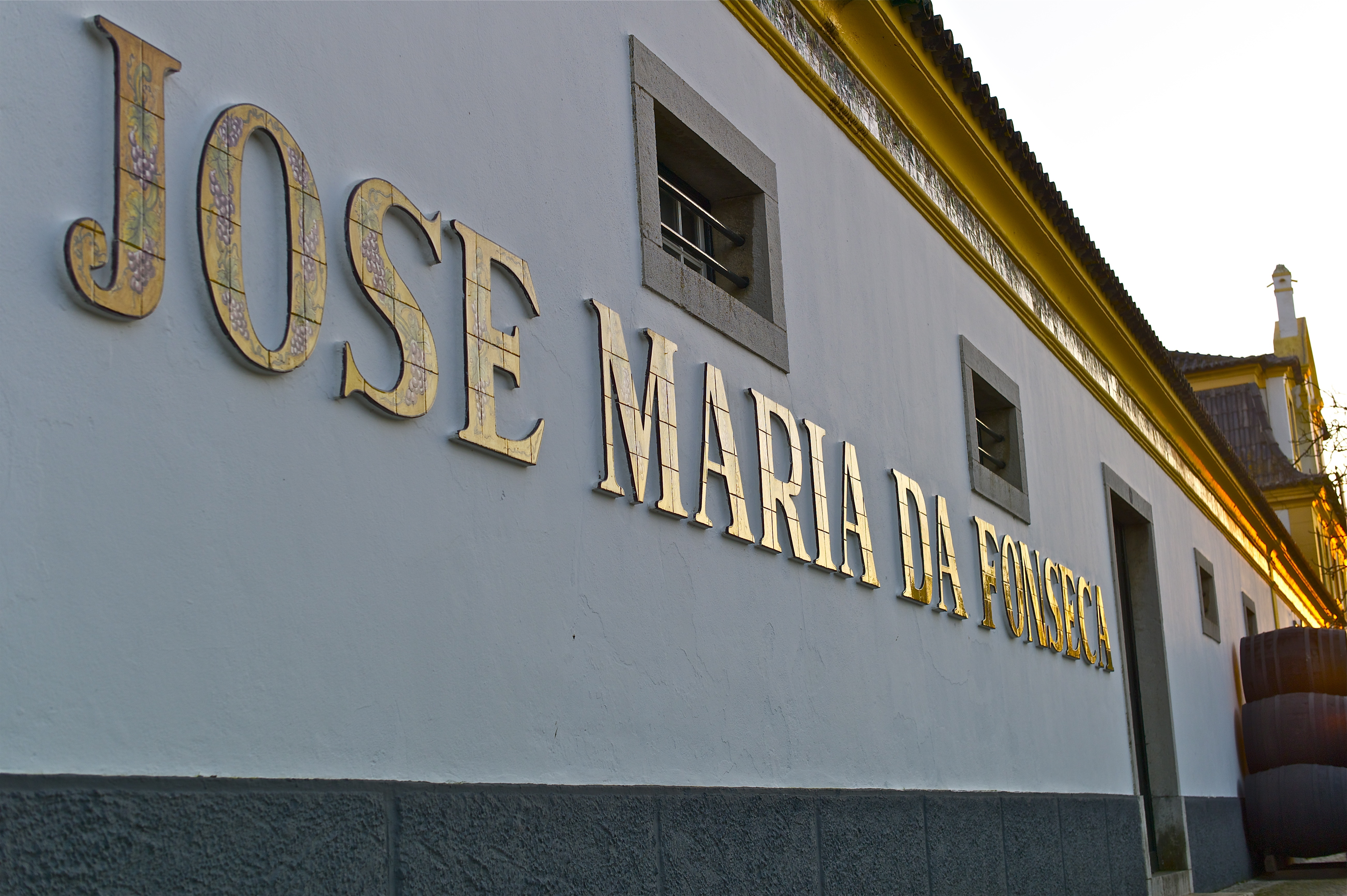
José Maria de la Fonseca Museu del Vi
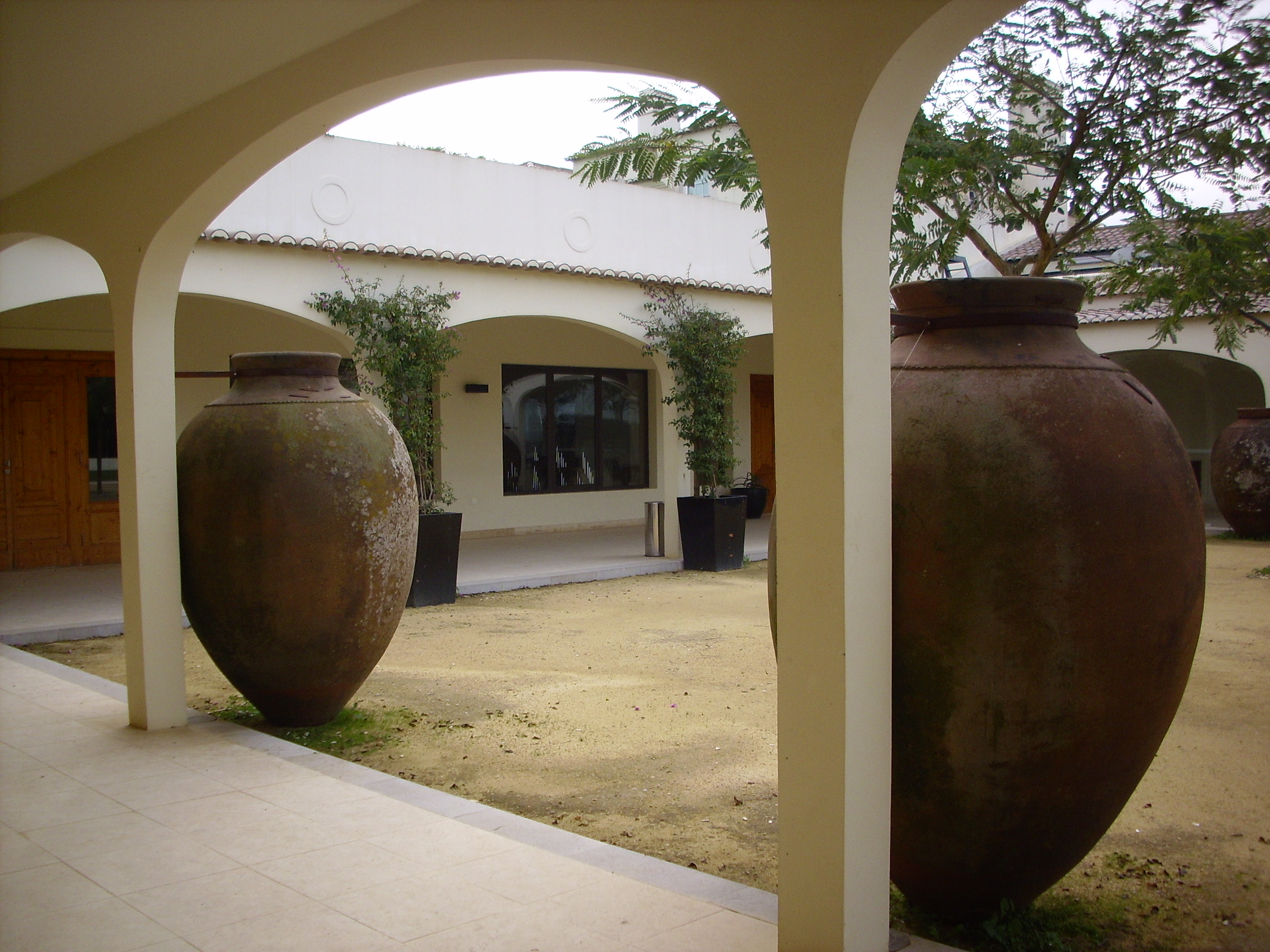
Quinta de Catralvos
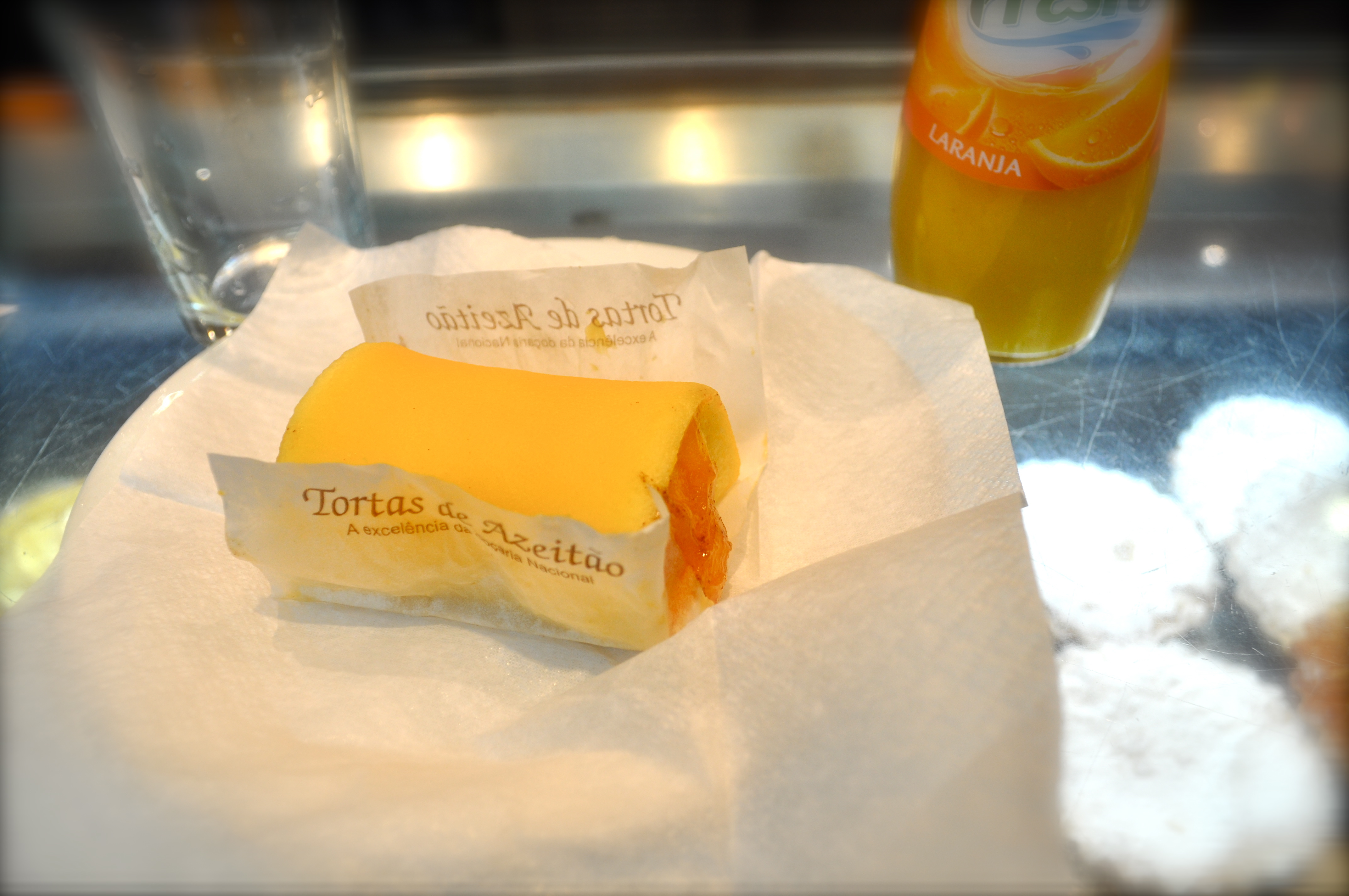
Coques d'Azeitâo
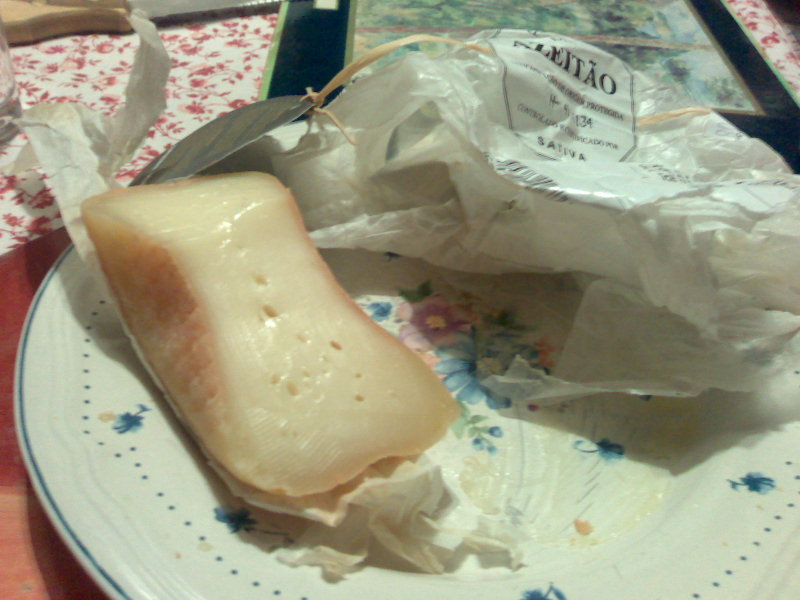
Formatge d'Azeitâo
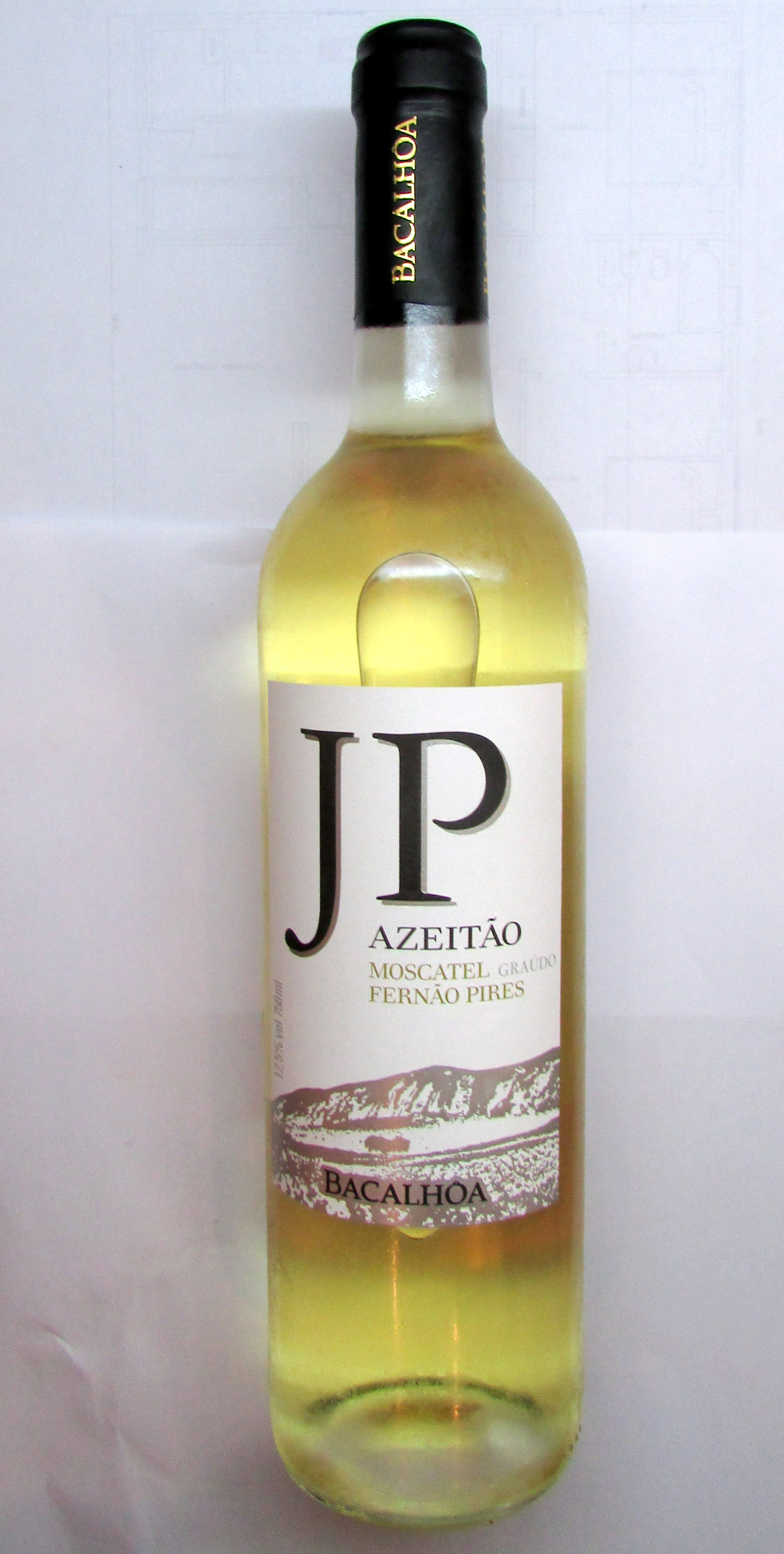
JP, vi blanc d'Azeitão

### Eleccions

#### Assemblea deFreguesia
| Data | %     | D     | %     | D     | %     | D     | %       | D       | %    | D    | %       | D       | %       | D   | %      | D       |         |  |
| Data | IND   | IND   | CDU   | CDU   | PS    | PS    | PSD-CDs | PSD-CDs | B.I. | B.I. | PPD/PSD | PPD/PSD | PAN     | PAN | CDs-PP | CDs-PP  |         |  |
| ---- | ----- | ----- | ----- | ----- | ----- | ----- | ------- | ------- | ---- | ---- | ------- | ------- | ------- | --- | ------ | ------- | ------- |  |
| Data | 2013  | 40,85 | 6     | 24,20 | 4     | 12,62 | 2       | 10,47   | 1    | 3,86 | -       | PSD-CDs | PSD-CDs |     |        | PSD-CDs | PSD-CDs |  |
| 2017 | 38,47 | 6     | 16,54 | 3     | 20,82 | 3     |         |         | 5,05 | -    | 10,88   | 1       | 3,61    | -   |        |         |         |  |

#### Assemblea Municipal
| Data | %     | %     | %       | %     | %     | %       | %      |         |  |
| Data | CDU   | PS    | PSD-CDs | B.I.  | PSD   | PAN     | CDs-PP |         |  |
| ---- | ----- | ----- | ------- | ----- | ----- | ------- | ------ | ------- |  |
| Data | 2013  | 35,64 | 23,11   | 20,49 | 8,74  | PSD-CDs |        | PSD-CDs |  |
| 2017 | 28,13 | 28,22 |         | 8,32  | 16,29 | 6,44    | 5,14   |         |  |

### Eleccions legislatives
| Data | %     | %     | %     | %     | %     | %    | %     | %    | %    | %    |  |
| Data | PS    | PàF   | BE    | CDU   | PAN   | L    | PSD   | CDs  | CH   | IL   |  |
| ---- | ----- | ----- | ----- | ----- | ----- | ---- | ----- | ---- | ---- | ---- |  |
| Data | 2015  | 32,06 | 30,70 | 12,59 | 12,56 | 1,91 | 1,30  | PàF  | PàF  |      |  |
| 2019 | 36,43 |       | 11,96 | 10,88 | 5,06  | 1,48 | 19,48 | 4,50 | 1,93 | 1,91 |  |